# Lucifer (Supernatural)
Lucifer es el nombre de uno de los nuevos personajes de la cuarta temporada de la serie de televisión Supernatural ("Sobrenatural" en España). Es un arcángel caído del cielo al negarse a arrodillarse ante la humanidad, el peor enemigo de Dios y de todos los ángeles, así como el causante auténtico de las tragedias que envuelven a la familia Winchester. En un principio, fue un nombre mencionado por un demonio menor en la tercera temporada. Cobró una importancia vital en la cuarta, revelándose como el principal antagonista de la temporada, pues manejaba a Azazel y a Lilith desde lo más profundo del infierno. Podría decirse que es el antagonista principal de toda la serie, después de haber servido como la causa del mal en el espectáculo.

## Personalidad
Lucifer fue una vez el más bello y amado ángel en toda la existencia. Dios amó a Lucifer por encima de todos sus ángeles. Debido a su estatus elevado entre los otros ángeles, Lucifer estaba muy orgulloso. Cuando se creó la humanidad, que no estaba dispuesto a aceptar que él ya no era el favorito de Dios. Cuando Dios le ordenó a todos los del Cielo a amar a su nueva creación más que a sí mismo, Lucifer se negó. Lucifer declaró: "Padre, no puedo, estos seres humanos son defectuosos y asesinos". Lucifer continuó su desobediencia, pidiendo a Miguel para estar a su lado en su rebelión contra las órdenes de Dios. Miguel rechazó la petición de Lucifer, y bajo el mandato de Dios, Miguel echó a Lucifer en el infierno.
Naturalmente, siendo arrojado del cielo enfurecido a Lucifer, y él devolvió el golpe al tentar y torciendo el alma de una mujer, Lilith. Después de su separación por completo de su humanidad, su alma se transformó en el primer demonio. Debido a esta blasfemia imperdonable contra Dios , Lucifer fue castigado aún más al ser colocado en una prisión solitaria adicional en el infierno. Allí permaneció en aislamiento durante milenios. Objetivo a largo plazo de Lucifer después de ser finalmente liberado de la jaula, es traer la erradicación de la humanidad, y restaurar la Tierra a su gloria original "sin mancha". Se sugiere que Lucifer solo utiliza los demonios como siervos y erradicaría a todos ellos también, porque, a pesar de ellos siendo sus creaciones, considera que los demonios son aún menos dignos que los humanos. La prueba de esto se muestra cuando mata casualmente a docenas de ellos solo para invocar a la Muerte. Cuando Sam miro con horror dicho acto, Lucifer respondió: Que?, son sólo demonios. Sin embargo, él sostiene su mayor desprecio para los dioses paganos, considerando que son mezquinos, desleal y el más bajo de todos los seres, ya que son tan orgullosos que afirman ser dioses.  
Lucifer afirma que él nunca miente o incluso hace trampa, porque él no tiene la necesidad, como él ha dicho: "Yo nunca mentiría. Nunca lo engañaría". Prometió a sus dos entes, Nick y Sam, que iba a ser honesto con ellos. También dijo que simpatiza con sus entes, ambos de los cuales son víctimas como él. Él hizo algunos esfuerzos para conseguir la aceptación de Sam, perdonando la vida de Dean en varias ocasiones, y permitiendo que Sam tome venganza contra algunos de los demonios que controlaban su vida. A pesar de esto, Lucifer ha demostrado cometer un error en alguna ocasión, lo que sugiere que esto era más de un trabajo para ganarse la confianza, en lugar de un compromiso real, y él se inclinaba esta regla cuando es en su beneficio. Más lejos más, Lucifer trata de ganar la simpatía de sus oponentes como a Dean al afirmar que él es realmente una víctima y se justificó en sus acciones. Otra prueba de la inmensa hipocresía de Lucifer son los recientes hechos revelados de su participación el la corrupción de Adán y Eva, así como la muerte d Abel y la conversión de Caín en un demonio a pesar de las firmes afirmaciones del ángel caído sobre su inocencia.
Lucifer se preocupa por sus compañeros de los ángeles, aunque son los arcángeles son los que más le gusta. Capturó a Castiel y admiró la lealtad del ángel, al negarse a revelar la presencia de sus amigos. Invitó a Castiel a unirse con él, y cuando Castiel se negó, Lucifer respeta su decisión y le ofreció la oportunidad de cambiar de opinión. Lucifer estaba arrepentido cuando se ven obligados a matar a Gabriel y estaba decepcionado cuando Miguel rechazó su propuesta. Cuando se prepara para luchar contra su hermano mayor en su batalla predestinado, Lucifer le rogó a Miguel a "caminar fuera del tablero de ajedrez", pero Miguel sigue decidido a cumplir su destino y servir a Dios . Aun así, cuando Castiel golpeó a Michael con fuego sagrado, Lucifer estaba indignado por el ataque a su hermano y mató a Castiel.
Gabriel criticó a Lucifer, describiendo sus acciones como "una gran, gran berrinche".  La Muerte y Crowley han hecho observaciones similares, ya que los dos lo llamaron un niño malcriado y petulante con problemas con su padre. Sin embargo, Lucifer ve a sí mismo como una figura trágica que fue castigado por tener razón. Se niega a aceptar la culpa por sus acciones y sugiere que Dios hizo intencionalmente a Lucifer como es, afirmando que "Dios quería al Diablo".
Lucifer es también muy cruel y bárbaro para aquellas personas que se interponen en su camino, ya pesar de sus pretensiones de ser la víctima, no tiene reparos en matar a cualquiera que se le irrita, incluso si él no tiene ninguna razón verdadera para matarlos. Por ejemplo, él masacró brutalmente a todos los dioses paganos (a excepción de Kali, que fue rescatado y se escapó), simplemente porque ellos conspiraron contra él, a pesar del hecho de que ellos no representaban una amenaza real para él y tomó gran placer en golpear a Dean por ser " un dolor en (su) culo ". También masacró a toda la ciudad a costa de sacrificar a las mujeres y a los niños y luego tener sus demonios poseen a los hombres antes de matarlos solo para criar a un jinete.

## Biografía

### Los primeros años
Lucifer era el segundo Angel que Dios creó, y luego fue criado por su hermano mayor,  Miguel,  en el Cielo. Lucifer fue en un tiempo el favorito de los ángeles de Dios, y su nombre se traduce como "El Portador de la Luz" o "La Estrella de la Mañana". Se dijo que una vez tuvo una fuerte relación con Dios y era ferozmente leal y dedicado a él. Cuando Dios creó a la humanidad y ordenó que sus ángeles honraran a los seres humanos al inclinarse ante ellos y amarlos aún más que el mismo Dios, Lucifer se negó a hacerlo. Lleno de orgullo, Lucifer se negó a someterse a una criatura que él consideraba menor que él. Lucifer afirmó que la razón se debe a que los seres humanos son creaciones corruptas y homicidas, pero la verdad es que Lucifer no pudo soportar el hecho de que ya no era el favorito de dios. Finalmente la arrogancia de Lucifer estaba fuera de control, hasta el punto de que incluso había tratado de hacer la guerra contra Dios. Lucifer entonces se había acercado a su hermano mayor, el arcángel Miguel, esperando que su hermano mayor podría estar a su lado durante la rebelión. Después de que Miguel rechazó la solicitud de Lucifer, el hermano mayor arrojó a Lucifer del cielo.
Una vez en la Tierra, Lucifer entró en el Jardín del Edén, evadiendo la protección de Gadreel, el ángel más confiable del Dios, y corrompió las mentes de Adán y Eva. Estos hechos causaron la Tierra este maldita con el mal.Esto obligó a Dios a crear el infierno y ordenar a Miguel a encerrar a Lucifer en él. Más tarde, el infierno se convertiría en el lugar de descanso doloroso de todos aquellos que Lucifer había corrompido. Además dentro de Infierno se las arregló para corromper el alma de la mujer, Lilith, hasta convertirla en el primer demonio. Además, Lucifer manipuló a Abel, el segundo hijo de Adán y Eva para escucharlo a él en lugar de Dios, pero ante el temor por su hermano de convertirse en un demonio, su hermano Caín hizo un trato con Lucifer Abel fuera al cielo mientras que Caín se va al infierno, pero Lucifer lo hizo que solo funcionaría si Caín fue el que lo mató, aunque Lucifer hizo a Caín en un poderoso demonio que personalmente entrenó a los Caballeros del Infierno, una mano escogida por pocos elegidos por el mismo Lucifer incluyendo a Abaddon. Después de estos insultos imperdonables hacia Dios, Lucifer fue castigado aún más al haber sido cerrado en una jaula inexpugnable dentro de sí mismo infierno. Una vez en el Infierno , Lucifer llegó a ser asociado con, y se refiere a menudo por el nombre de "Satanás". La palabra "Satanás" significa literalmente "El Adversario" o "El Acusador". A pesar de haber sido cerrado lejos, él todavía era considerado el gobernante del Infierno y el señor de todos los demonios.
La Jaula que Lucifer fue diseñada de modo que nunca podría salir o escapar de ella por su cuenta, y luego se encerró aún más con 600 sellos de gran alcance. Cualquier 66 de los 600 sellos tendrían que ser roto por un ser exterior con el fin de liberar a Lucifer. Los sellos sirven para unir el poder de Lucifer y para evitar que se escape a su nueva prisión en el infierno. De los 66 sellos requeridos para liberar a Lucifer, solo 2 de ellos son necesarios en un orden específico. El primer sello es citado por Alastair como, "Y está escrito, que el primer sello se rompió cuando un hombre justo derrame sangre en el infierno. Cuando se desprende, así será romper." El sello final es citado por Rubí como "Y está escrito, que el primer demonio será el último sello." Aparte de estos dos sellos, cualquier otro 64 de los 600 sellos restantes será suficiente.
En un tiempo no especificado antes de su encarcelamiento, Lucifer tuvo la posesión de la Tabla del Ángel, que se escondió en una de sus criptas. La protegió con salas para mantener a ángeles lejos de ella. Sus motivos de mantenimiento de la tableta, o si mantenerlo era una tarea asignada a él, aún no se han revelado. Fin

### Tercera temporada
El nombre de Lucifer se menciona por primera vez en el episodio "Sin City" por el demonio que poseía a una chica llamada Casey, el cual afirma que los demonios tienen un sistema de creencias al igual que los seres humanos. Sin embargo, así como los seres humanos creen en Dios como un poder superior, los demonios rendían adoración a Lucifer, el ángel caído. Casey le recuerda a Dean que Lucifer era un ángel y que su nombre también significa "Portador de luz", ya que fue el único que se atrevió a levantarse contra Dios, iniciando una rebelión en el cielo. Casey dice que ningún demonio ha visto realmente a Lucifer. 

### Cuarta Temporada
El primer sello de la Jaula de Lucifer, sería roto cuando un hombre justo derramase sangre en el infierno, esto ocurre cuando Dean cede a las torturas de Alastair, que releva ser un plan elaborado por parte de Lilith y Alastair, ya que se debe romper el primer sello para poder romper los otros 65 sellos.
Zachariah le dice a Dean que su trabajo es detener el Apocalipsis. Esto es falso. También releva que mientras se creía que Lilith logró superar estratégicamente a los ángeles en su camino para romper el resto de los sellos, en realidad el cielo era consciente de ello y sus líderes, Miguel y Rafael, lo permitieron para acelerar el Apocalipsis y traer el paraíso en la tierra. El papel de Dean, como Zachariah le revela finalmente, es servir como el ente de Miguel para que pueda matar a Lucifer después de que el Apocalipsis suceda. 
En el episodio Lucifer Rising se reveló que el sello final solo se puede romper con la muerte de la primera hija de Lucifer - Lilith. Esto es conocido tanto por los ángeles - que desean que el Apocalipsis comience, y por Lilith y Ruby, quien ha estado ayudando a manipular a Sam para que le dé muerte. Sin saber las consecuencias, Sam utiliza sus poderes para matar a Lilith, rompiendo el sello final, provocando que Lucifer escape del infierno frente a los ojos de Dean y Sam que no pueden hacer nada por impedirlo.

### Quinta temporada
En el episodio Sympathy for the Devil, tras ser liberado, Lucifer va en búsqueda de un huésped, y encuentra a Nick, un hombre cuya familia fue asesinada. Lucifer le habla a Nick a través de Sarah, su esposa muerta y le dice que fue expulsado del cielo por «amar mucho a Dios». También le dice que Dios es injusto por dejar que su familia fuera asesinada y si acepta ser su huésped, él se encargará de hacer justicia. Nick acepta.
En el capítulo Free To Be You And Me  Lucifer se le aparece a Sam como su novia muerta, Jessica ( otra explicación sería que Jessica es parte del subconsciente de Sam, es decir, un sueño que luego invade Lucifer). Al principio Sam cree que en verdad es su novia, pero al final del episodio se muestra como Lucifer disfrazado, quien le dice a Sam que Nick es un "Plan B"  y que el verdadero ente para él es el propio Sam. Este se niega y le dice que se mataría a sí mismo antes de aceptar ser su huésped. Lucifer le responde que entonces lo revivirá las veces que sea necesario y le dice que él no le mentirá, ni se burlara de él, pero al final Sam estará de acuerdo y le dejara entrar.
En el capítulo The End , Zachariah envía a Dean al año 2014 y observa un mundo desolado y conoce a su contraparte del futuro. El Dean futuro le dice a Dean que Sam ha "muerto" hace cinco años en Detroit. Más tarde le revela que Sam ha dicho si  El gran si   a Lucifer y que ese fue el día que murió. El Dean futuro y su equipo (entre los que están Castiel y Chuck) están planeando destruir a los demonios Croatoan restantes, usándolos como señuelo para distraer a Lucifer y dejar a Dean del presente inconsciente. Cuando despierta se encuentra al Dean futuro asesinado por Lucifer en el cuerpo de Sam. Dean habla con Lucifer por primera vez. Él le dice a Dean que no importa cual sea su decisión, igual acabaran ahí en cinco años.
En el capítulo Abandon All Hope , Lucifer está en Carthage, Misuri, en una misión para desatar a La muerte, uno de los cuatro jinetes. El ritual inicia matando primero a los niños y a las mujeres, después de una semana a los hombres poseídos por demonios. Se las arregla para atrapar a Castiel dentro de un anillo de fuego sagrado y trata de convencerlo para que se una a su causa. Luego, comienza con la parte final del ritual para liberar a la muerte. Los hermanos Winchester lo localizan y mientras Sam lo distrae, Dean le dispara en la cabeza con la Colt. Sin embargo, no fue lo que esperaban, pues los felicita y les dice que fue un buen intento, que el arma en efecto es extremadamente poderosa, pero hay 5 cosas en toda la creación que esa arma no puede matar y para su desgracia, él es una de ellas. Entonces completa su ritual, y libera a la muerte.
En el episodio El martillo de los dioses mata a varios dioses paganos hasta que encuentra a su hermano, el Arcángel Gabriel. Ellos tienen una pequeña plática y después el Arcángel Gabriel trata de matarlo con su espada, pero Lucifer se la clava a éste en el proceso.
Más tarde, en Swan Song, final de temporada, Sam acepta ser su ente para luchar contra él en su cuerpo y saltar a la puerta infernal abierta por Dean. Pero, Lucifer derrota a Sam y toma completo control de su cuerpo. A la mañana siguiente, se va a encontrar a un cementerio con su hermano Miguel para liberar la batalla decisiva. Pero, justo antes, llega Dean en el Impala y detiene el enfrentamiento con la ayuda de Castiel y Bobby. Lucifer harto, asesina a estos dos últimos y golpea ferozmente a Dean. Pero, justo antes de encestar el golpe de gracia, Sam se libera momentáneamente del control gracias a los recuerdos del Impala y abre la puerta al infierno. Cuando aparece Miguel en el cuerpo de Adam, Sam lo agarra y salta con él al infierno, encerrando a Miguel y a Lucifer en la jaula. Posteriormente, Castiel, revivido supuestamente por Dios, traería a Sam de vuelta.

### Sexta temporada
Aunque Sam fue traído de vuelta de la jaula, aunque sin su alma, Lucifer y Miguel estaban todavía dentro de la jaula. Castiel dijo que ellos estaban en lo más profundo del infierno y que probablemente estaban torturando el alma de Sam, ya que no tiene nada más que hacer y lo culparon por su encarcelamiento.  Aunque ambos fueron encerrados, todavía es posible liberar a los dos. Rafael estaba intentando liberar a Miguel y Lucifer para continuar el plan de Dios.  Hubo una guerra civil en el Cielo. El lado de Rafael quería continuar el Apocalipsis mediante la liberación Miguel y Lucifer, mientras que el lado de Castiel quiere evitar que suceda de nuevo.  Al final de la sexta temporada, el equipo de Rafael pierde la guerra civil como Castiel ha matado a Raphael (y poco después sus seguidores) después de embeber todas las almas de Purgatorio en su ente(junto con los leviatanes ). 

### Séptima temporada
Lucifer vuelve en la séptima temporada como una alucinación muy vívida, haciéndole, incluso, dudar de lo que es real y lo que no. Sam logra dominarlo gracias al dolor que se auto infligía al presionarse una herida en su mano. En el episodio Repo Man, Sam deja entrar a Lucifer por accidente y este termina dominando la mente de Sam, transformando su vida en un infierno. Castiel, arrepentido transfiere las alucinaciones a su mente. Esto no molesta a Lucifer, quien solo dice "Hola hermano" y procede a torturar a Castiel como había hecho con Sam.

### Octava temporada
En el episodio  Goodbye Stranger, mientras que el mismo Lucifer no aparece, se revela que él tiene una serie de criptas que están enterrados en todo el mundo que contiene cosas importantes, incluyendo la tabla del ángel .  Solo los más allegados conocen sus sitios, entre ellos Azazel , así que cuando Crowley fue tras el tabla, torturó a Meg para conseguir información sobre los lugares que ella conocía de su tiempo con Azazel.  Finalmente Dean y Castiel encontraron la tabla en una caja a prueba de ángel en una de sus criptas.

### Novena temporada
En el episodio Holy Terror, la corrupción de Lucifer en el Jardín del Eden se revela cuando Metatrón de confronta a Gadreel sobre el asunto y utiliza el fracaso de Gadreel y su deseo de expiar sus errores, para conseguir su ayuda con sus propios planes. 
En el episodio Road Trip, Dean, Castiel y Crowley capturados Gadreel, que ha poseído Sam, y aprender que él fue el que permitió a Lucifer en el jardín, que irrita enormemente Castiel. 
En el episodio First Born, Dean se entera de la participación de Lucifer en el asesinato de bel a manos de Caín como el mismo Caín mismo se enteró de que era Lucifer estaba hablando con Abel, por lo que Caín permitió a Lucifer corromperlo en lugar de Abel, y lo convirtió en un demonio, específicamente, en el primer caballero del infierno. 
Dados los acontecimientos revelados de participación de Lucifer con Adán, Eva, Caín y Abel, sus afirmaciones anteriores de inocencia eran en engaños hechos.

## Poderes y habilidades
Lucifer es el segundo Arcángel más poderoso, solo superado por el Arcángel San Miguel, Dios, la Oscuridad y la Muerte. Es uno de los 5 seres más grandes en el Universo (Dios, Oscuridad, Muerte, Lucifer, Miguel). Él es el segundo villano más poderoso de Supernatural, superando a cualquier demonio, incluso a los Leviatanes, dioses paganos. La inmensidad de su poder se mostró aún más por cómo su inadecuado ente, Nick, decayó considerablemente como resultado de lo que contiene. Los únicos seres dice que son más poderosos que él, son Dios, la Oscuridad, la Muerte y Miguel , aunque Lucifer no mostró miedo al enfrentarse a este último.
Los poderes de Lucifer son desconocidos, pero, probablemente, ilimitados. Los Ángeles parecen realmente tener miedo de que arderá la Tierra. Solo están confiados en el poder del Arcángel San Miguel para derrotarlo o matarlo. Zachariah dice que es tan poderoso que simplemente es imposible describirlo. Zachariah tiene gran poder y rango entre los Ángeles. Su miedo por Lucifer es un parámetro del poder. Lucifer parece confiar en sus poderes y parece creerse lo suficientemente fuerte como para hacer a Dios responsable de sus "acciones". Zachariah también dijo que Lucifer iba a traer a los cuatro jinetes del Apocalipsis. Traerá fuego en el cielo, océanos de sangre, grandes cosas y golpeará duro y rápido.
En el martillo de los Dioses, se pudo ver su verdadera fuerza, ya que mató a todos los Dioses Paganos que se encontraban en el hotel con poco esfuerzo, a pesar de su decadente ente. Y también fue capaz de acabar con el arcángel Gabriel, aunque Gabriel reveló más tarde que en realidad sobrevivió.